# سراب (خوي)
سراب هي قرية في مقاطعة خوي، إيران. عدد سكان هذه القرية هو 1,015 في سنة 2006.